# アナログ音源
アナログ音源（アナログおんげん）とは、アナログ回路を用いて電気的に音声処理を行う音源装置の呼称。
アナログシンセサイザーの内、鍵盤等の演奏情報用インターフェイスを装備せず、外部からCV/GATEという2種類の演奏情報を受信して発声する事を前提に成立している。ただし、外部からのCV/GATEによって音源部を制御出来る機種である場合は、キーボード型のシンセサイザーであっても「音源」として使用する事が可能。
なお、一般的に「アナログ音源」と呼称される場合は「エキスパンダーモジュール(任意の機体の中にシンセサイザーの発音機能が全て備わっている機材)」を指す事が多い。
アナログ音源の仕様及び構造の解説は「アナログシンセサイザー」を参照の事。

## 代表的な機種
オーバーハイム SEM-1
オーバーハイムの初期ポリフォニックシンセサイザーを構成する為の音源モジュール。
EMS VCS-3
独立したシンセサイザーだが、基本仕様の中にキーボードは含まれていない。
ローランドエキスパンダー102
システム100を構成する機器の一部。